# Tianqi
El emperador del reinado Tianqi (明熹宗, "apertura por el Cielo"), llamado Zhu Yujiao (Pekín, 1605-1627), fue el decimoquinto monarca de la dinastía Ming de China. Fue hijo del emperador del reinado Taichang, a quien sucedió en 1620.
Era hábil con sus manos pero iletrado. Las fuentes chinas más amables dicen que “no tuvo suficiente tiempo libre como para aprender a escribir”, pero en su taller "olvidaba el frío y el calor, el hambre y la sed en su labor de carpintería".
Como soberano, delegó el poder en un cercano amigo de su aya la señora Ke, el eunuco Wei Chongzian (1568-1627), que había sido mayordomo de su madre. El emperador los veía a ambos, que lo habían criado, como sus padres. Wei tiranizó a la corte y la administración con su servicio secreto, y repartió los cargos públicos entre quienes le eran leales o eran hábiles para recaudar impuestos. En 1624 algunos reformadores, encabezados por un grupo al que se conoció como los Seis Héroes, intentaron deponer a Wei y promover un resurgimiento moral con base en el confucianismo puro, pero el plan fracasó. Los Seis Héroes, fueron torturados y golpeados hasta morir y 700 de sus partidarios fueron purgados. Durante el resto del reinado, Wei mantuvo un régimen de terror. La pasiva aceptación de estos hechos por el emperador finalmente persuadió al pueblo de que, conforme con la tradición milenaria, la dinastía Ming había perdido el Mandato del Cielo y no era ya apta para gobernar. 
Tianchi murió en 1627, a los 22 años de edad. Recibió el nombre de templo de Xizong (“Antepasado brillante”). Como sus cinco hijos habían muerto en la infancia, le sucedió su medio hermano Zhu Yujian, que tenía 16 años de edad y ascendió al trono con el nombre de emperador del reinado Chongzhen. Su viuda, la emperatriz Chang, vivió hasta la caída de la dinastía (1644), cuando se estranguló a sí misma y fue enterrada con su esposo.